# Amaurospiza carrizalensis
Az Amaurospiza carrizalensis  a madarak osztályának verébalakúak (Passeriformes) rendjébe és a  kardinálispintyfélék (Cardinalidae) családjába tartozó faj.

## Rendszerezése
A fajt Miguel Lentino és Robin L. Restall írták le 2003-ban.

## Előfordulása
Dél-Amerika északi részén, Venezuela területén honos. Természetes élőhelyei a szubtrópusi vagy trópusi bambuszerdők. Állandó, nem vonuló faj.

## Megjelenése
Testhossza 12 centiméter, testtömege 12-14 gramm.

## Természetvédelmi helyzete
Az elterjedési területe rendkívül kicsi, egyedszáma 50 példány alatti és csökken. A Természetvédelmi Világszövetség Vörös listáján súlyosan veszélyeztetett fajként szerepel.